# Verbalismo
Il verbalismo è quel comportamento comunicativo per cui nel ragionare, nell’esporre, nell’insegnare si dà importanza più alla forma delle parole che alle idee o alla realtà delle cose.
L'accusa polemica di John Locke risalta nell'epoca che segna il progresso della scienza che ormai pretende che il linguaggio sia rigoroso e che dia un'adeguata rappresentazione della realtà. Occorre quindi una scienza del linguaggio, la linguistica, che abbatta ogni ipocrita verbalismo.

## Il verbalismo dei sofisti
Nell'età antica il problema dell'efficacia comunicativa del linguaggio si era incentrato sulla retorica politica e sul rapporto metafisico tra linguaggio e realtà, tra linguaggio e ragionamento. È questa l'età dei Sofisti e della dura polemica di Socrate e Platone contro i retori "cattivi maestri", contro il loro amorale cinismo sull'uso del linguaggio ambiguo e contraddittorio come strumento politico per la conquista del potere. 
Secondo Protagora, ciò che conta non è più la ricerca dell'impossibile verità ma il filosofo diventa il "propagandista dell'utile", ossia colui che, grazie alle sue doti oratorie, indirizza le scelte verso la pubblica utilità. Caso eclatante è il suo invito «di rendere migliore il discorso peggiore» - ma anche “il peggiore nel migliore”, tipico dell’antilogia. 
Le antilogie è il titolo dell'opera principale di Protagora, ovvero "discorsi antitetici", dove ad ogni argomento corrisponde il suo contrario, in modo da dimostrare come la verità sia impossibile da raggiungere proprio nell'ambito della ragione stessa che ha in se stessa l'errore, per cui è impossibile dimostrare qualsiasi verità razionalmente. Interviene allora la capacità oratoria di trasformare l'opinione meno utile in quella più utile per chi gestisce il potere politico. Di conseguenza, l'arte della retorica ha una funzione politico-educativa volta a favorire il "bene comune" così come l'intende chi governa. .
Tale posizione è stata vista come il fondamento dell'eristica, ossia l'arte del disputare a parole, al di là della veridicità delle proprie basi concettuali di partenza. Accusa questa spesso rivolta ai sofisti come praticanti del verbalismo, il "mestiere della parola" di cui facevano uso per legittimare il loro servilismo verso i potenti. I sofisti, potendo vantare delle doti oratorie, erano in grado di convincere, secondo il volere dei loro protettori, la maggioranza dei cittadini  su cosa fosse utile e cosa no.
Per Gorgia di fronte al dramma della vita l'unica consolazione è la parola, che acquista valore proprio perché non esprime la verità ma l'apparenza. La parola è magica: pur avendo un corpo piccolissimo è la grande dominatrice dell'uomo.
 Quando non è il caso che domini la vicenda umana, è la parola che esprime al meglio quelle passioni che guidano la vita dell'uomo,poiché essa è in grado di evocarle e modificarle così da sottomettere chiunque. Essa è dunque onnipotente e addirittura in grado di creare un mondo perfetto dove vivere.

## I danni del verbalismo nel discorso filosofico
Chiunque tratti verbalmente un argomento tecnico-scientifico difficilmente incapperà nel verbalismo: così non è per la comunicazione filosofica che per quanto ci si sforzi a mantenere concreto il suo vocabolario non potrà nel confronto dialogico opporre all'interlocutore fatti né effetti tecnici ma soltanto parole che variano nel loro significato a seconda del filosofo che le ha usate. Perciò non è pensabile che la filosofia si doti di un suo specifico vocabolario o che possa seguire un preciso protocollo nell'insegnamento tale da renderlo universalmente comune. Infatti «la filosofia è la sua propria pedagogia, essa non esiste realmente che nell’atto di insegnare e non è altro, in gran parte, che l’attività di risveglio della coscienza al senso del pensare: tutti i contenuti che una lezione di filosofia può avere da trasmettere – come la presa di coscienza di teorie, la scoperta e l’analisi di testi, l’utilizzazione di documenti – hanno senso solo in quanto obbedienti ad un disegno unitario: la scoperta da parte degli allievi, attraverso l’esempio del loro docente e con il suo aiuto, della necessità imperativa, per tutta l’esistenza umana, di imparare a pensare e a riflettere» 